# Eline Gehring

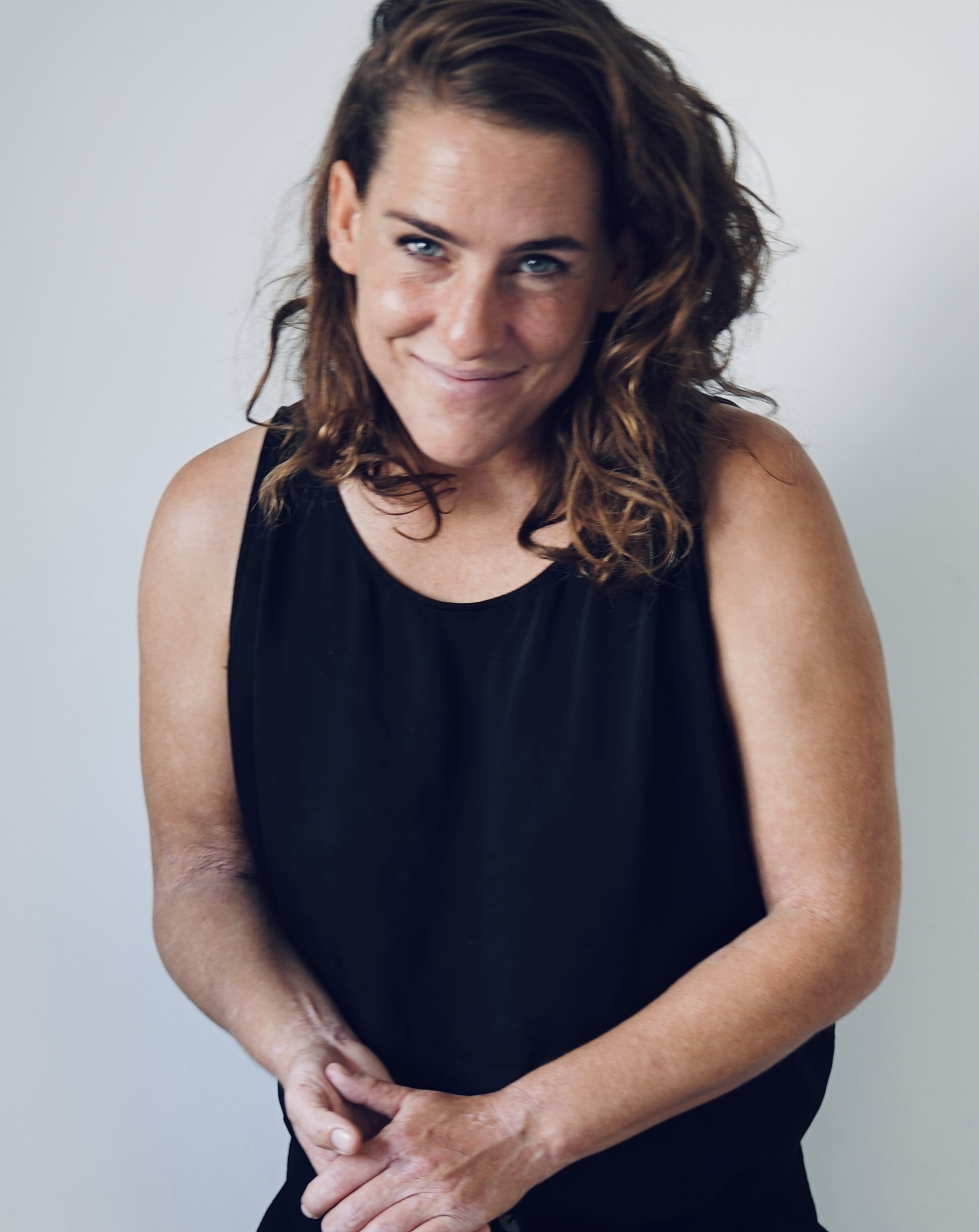
Eline Gehring (2021)

Eline Gehring (* 12. Juni 1984 in Haan, Nordrhein-Westfalen) ist eine deutsche Filmregisseurin und Drehbuchautorin.

## Leben
Eline Gehring begann ihre Karriere als Kamerafrau und Editorin für deutsche Nachrichtenformate in Paris, Prag, Kiew und Berlin. Auch war sie für den Auslandssender Deutsche Welle in Kairo tätig. Zwischen 2009 und 2010 realisierte Gehring mehrere Kurz- und Dokumentarfilme sowie Social-Spots für Nichtregierungsorganisationen in Südafrika, u. a. für das Centre of Creative Education in Kapstadt.
Zurück in Deutschland inszenierte Gehring ab 2014 weitere Kurzfilme, darunter die in Berlin-Neukölln gedrehte Produktion Holly (2016), die von einer jungen Frau berichtet, die eine unklare Trauer in sich trägt. Gleichzeitig begann sie ein Studium der Filmregie an der Deutschen Film- und Fernsehakademie Berlin (DFFB). Ihr Langfilmdebüt Nico wurde 2021 in den Wettbewerb Spielfilm des 42. Filmfestivals Max Ophüls Preis eingeladen. Das in Berlin spielende Drama stellt eine junge Deutsch-Perserin in den Mittelpunkt, die nach einem fremdenfeindlichen Angriff beschließt, durch Kampfsport-Training nie wieder Opfer zu sein. Hauptdarstellerin Sara Fazilat gewann dafür den Preis als beste Nachwuchsschauspielerin.

## Filmografie (Auswahl)
- 2014: Seoul (Kurzfilm)
- 2016: Holly (Kurzfilm)
- 2017: Kitschige Filme (Kurzfilm)
- 2018: Nothing Compares to (E)U (Kurzfilm)
- 2019: Helmut Berger, meine Mutter und ich (Dokumentarfilm, Co-Regie)
- 2021: Nico